# Umberto Lenzi
Umberto Lenzi (Massa Marittima, 1931. augusztus 6. – Róma, 2017. október 19.) olasz filmrendező, forgatókönyvíró, producer.

## Válogatott filmográfia
- 1991 – Démonok 3. – Démonok bosszúja
- 1989 – Halálpart (Harry Kirkpatrick néven)
- 1981 – Cannibal ferox
- 1979 – Pokoltól a győzelemig (Hank Milestone néven)
- 1978 – A nagy csata (Humphrey Longan néven)
- 1968 – A cowboy száz halottja
- 1967 – Sivatagi kommandó
- 1964 – Az utolsó gladiátor
- 1963 – Nagy Katalin cárnő
- 1962 – A győztes Robin Hood